# Vòi voi (màu)
 #DF73FF 
Màu vòi voi là màu có sắc từ tím trung bình, nhạt, hay chói tới màu tía ánh đỏ trung bình hay đậm. Ngoài ra nó cũng có thể là màu tía ánh xám. Một mẫu của màu này có giá trị như hình bên.

## Tọa độ màu
```
Số Hex
 =  #DF73FF

RGB
   (r, g, b)      = (223, 115, 255)

CMYK
  (c, m, y, k)   = (13, 55, 0, 0)

HSV
 (h, s, v) =  (286, 55, 100)
```